# Phaeolita nisosalis
Phaeolita nisosalis là một loài bướm đêm trong họ Noctuidae.